# Oristanska stolnica
Oristanska stolnica ali stolnica Santa Maria Assunta je stolnica v mestu Oristano in matična cerkev nadškofije Arborense. Stoji v zgodovinskem središču mesta.

## Zgodovina
Stolnica v Oristanu stoji na mestu naselbine iz bizantinskega obdobja, o čemer pričajo grobnice iz 7. stoletja, najdene na trgu pred stavbo. Obstoj stolnice, ecclesia sanctae Mariae de Orestano, je dokumentiran od leta 1131; šestnajst stebrov, ohranjenih na dvorišču stolnice, in kapiteli, ki jih hranijo v bližnjem semenišču, nam omogočajo domnevo, da je prvotna stavba v romanskem slogu imela tri ladje. Nekatere obnove, ki jih je naročil nadškof Torgotorio de Muru, so bile izvedene leta 1228, v letu, ko je mojster Placentinus postavil svoj podpis na bronasta vrata, ki so trenutno ohranjena v kapitlju. Do leta 1348 je bil zgrajen transept s štirimi kapelami v slogu italijanske gotike.
Hudo stanje propadanja stolnice v prvi polovici 18. stoletja je določilo obnovitvena dela, ki so pripeljala do sedanje stavbe, pri čemer je bilo le malo ohranjene starodavne romansko-gotske stavbe. Dela, ki sta jih naročila nadškof Antonio Nin in kapitelj, so se začela leta 1729. Sprva so bila zaupana cagliaritskemu arhitektu Salvatoreju Garrucciuju, nato pa, po njegovi smrti, Giovanniju Battisti Arietyju iz Alghera. Tempelj je bil posvečen leta 1745, vendar so bila dela končana šele v drugi polovici stoletja. Med letoma 1830 in 1837 so bile zgrajene polkrožne kapele transepta po projektu piemontskega arhitekta Giuseppeja Cominottija, ki ga je naročil nadškof Giovanni Maria Bua, slikovno okrasje, ki krasi notranje stene stolnice, pa sega v leto 1912.
Nadškof Ignazio Sanna se je po devetih letih odločanja in ne brez kritike konec leta 2015 odločil, da izvede liturgično prilagoditveno delo. Potem ko so podrli oltar visoke vrednosti iz 18. stoletja in začasno postavili mizo in preproge, da bi pokrili praznino, ki jo je pustil dragocen spomenik, je dal postaviti mizo in nov ambon iz belega in rdečega marmorja. Posvetitev je bila 10. januarja 2016 z evharističnim somaševanjem, ki ga je vodil nadškof ob somaševanju nekaterih sardinskih škofov in prezbiterija Arborense. Med obredom so položili relikvije svetega Arhelaja in svetega Justa. Starodavni oltar je bil prezidan v poglobljenem položaju, v koru, vendar skrit z novimi strukturami.

## Opis
Stolnica v Oristanu gleda na velik trg z glavno fasado, nepopolno, v izpostavljenih trahitnih kantonih, in s severno stranjo, ki jo poživlja polkrožna apsida kraka transepta in obdaja čudovit osmerokotni zvonik, srednjeveškega izvora in dokončan v 18. stoletju s čebulno kupolo, prekrito z majoliko. Zvonik je visok 41,23 metra, s križem doseže 44,23 metra. To je ugotovila meritev, ki jo je 28. junija 2023 opravila odgovorna oseba Pastoralnega urada za turizem, prosti čas in šport škofije.
Notranjost v tlorisu latinskega križa je sestavljena iz ene velike ladje s tremi kapelami na vsaki strani, transepta in štirikotne apside. Stičišče ladje s transeptom pokriva osmerokotna kupola z bobnom na štirih perjanicah, v katerih so naslikani evangelisti. Notranjost templja krasijo številne umetnine, med katerimi sta lesen kip Marijinega oznanjenja iz 14. stoletja, ki ga pripisujejo Ninu Pisanu ali Francescu Valdambrinu, shranjen v prvi kapeli na desni in oltar iz 18. stoletja kiparja Pietra Pozza v baročnem slogu, v kapeli, posvečeni svetemu Arhelaju, zavetniku Oristana.
Prezbiterij, oblikovan po vzoru stolnice v Cagliariju in stolnice v Sassariju, je dvignjen, zaprt z marmornato balustrado in z dvema levoma iz istega materiala, ki sta nameščena na dnu dostopnega stopnišča. Glavni oltar in marmornata miza sta delo Pietra Pozza. Za oltarjem je dragocen lesen kor iz 18. stoletja, na zadnji steni apside pa je veliko okroglo platno, na katerem je upodobljeno Marijino vnebovzetje, z razkošnim zlatim okvirjem, ki ga podpirajo angeli. Na stranskih stenah sta dve veliki pravokotni platni Marghinottija, ki prikazujeta Čaščenje Treh kraljev in Zadnjo večerjo, slednjo temo prevzamejo različna dela umetnika iz 19. stoletja.
V transeptu so ohranjene gotske kapele iz 14. stoletja, vključno s kapelo Madonna del Rimedio s križnim obokom, spodaj odprtim gotskim stebričastim oknom in oltarjem, okrašenim z ostanki izklesanega marmornatega pluteja, ki sega v 9. stoletje. Tudi v transeptu sta kapeli iz 19. stoletja v neoklasicističnem slogu, posvečeni svetemu Luigiju Gonzagi (severni krak) in svetemu Janezu Nepomuku (južni krak), okrašeni s skulpturami Andrea Galassija.
Iz zakristije Beneficiati je možen dostop do tako imenovane Archivietto, majhne kapele kvadratnega tlorisa iz 17. stoletja, obokane s polkroglo kupolo, ki slogovno predstavlja zanimivo kombinacijo poznogotske arhitekture in elementov renesančnega klasicizma. Archivietto je bil zgrajen za razširitev apside, od katere so ga med obnovami v 18. stoletju ločili s postavitvijo zidu in tako postal ločen prostor, ki se uporablja kot arhiv.
- Notranjost
- Prvotni gotski oboki kapele Rimedio
- Oltar transepta s skulpturami Andrea Galassija
- Madonna del Rimedio katalonske šole iz okoli 1300-15 med neogotskimi freskami, Ettore Ballerini